# Восточная Антарктида
Восто́чная Антаркти́да — географический регион, один из двух основных регионов Антарктиды. Омывается Тихим, Индийским и Атлантическим океанами (по альтернативной точке зрения — Южным океаном). Восточная Антарктида включает в себя такие области, как Земля Уилкса, Земля Королевы Мод, Земля Виктории и Советское плато, а от Западной Антарктиды отделена Трансантарктическими горами.
Название «Восточная Антарктида» существовало на протяжении более чем 90 лет, но в широкое употребление вошло после Международного геофизического года (1957—1958) и исследований, в ходе которых было установлено, что Трансантарктические горы являются естественным разделителем между Западной и Восточной Антарктидами.
16 декабря 1957 года во время санно-тракторного похода 2-й Советской Антарктической экспедиции в центральной части Восточной Антарктиды была открыта советская научная станция «Восток», расположенная в районе Южного геомагнитного полюса Земли. Станция в настоящее время является единственной научной внутриконтинентальной станцией России в Антарктике; она расположена в районе с координатами 78°28′ ю. ш., 106°50′ в. д. и находится на ровном снежном плато на высоте 3488 м над уровнем моря (примерная толщина ледяного щита в окрестностях станции составляет 3500 м). На станции 21 июля 1983 года зарегистрирована самая низкая температура на планете: −89,2 °C.
На самой высокой точке Восточного щита Антарктиды — высокогорном плато Арго Купол А (Dome Argus) — китайскими, австралийскими и американскими учёными построена автономная астрономическая обсерватория PLATO (PLATeau Observatory). Фоновая яркость неба в полосе I составляет здесь 20,5 звёздной величины, что значительно лучше, чем в чилийских Паранале (I=19,93) и Серро-Тололо (I=20,07), и в Ла-Пальме на Канарах (I=20,1).
Под ледниковым покровом Восточной Антарктиды лежит Восточно-Антарктический щит (англ. East Antarctic Shield). Его бо́льшая часть соответствует Восточно-Антарктическому кратону, сформировавшемуся в архее; по альтернативной концепции, Восточная Антарктика сформировалась в мезопротерозое путём объединения трёх отдельных архейских провинций, соответствующих Земле Уилкса, Земле Королевы Мод и области ледника Рэйнера. В районе Земли Эндерби находится одно из немногих мест на Земле, где на поверхность выходят раннеархейские породы с возрастом около 4 млрд лет. Примерно 1100 млн лет тому назад Восточная Антарктика вошла в состав суперконтинента Родиния, а после его распада (произошедшего примерно 750 млн лет тому назад) находилась в составе континента Северная Родиния; новое объединение древних континентов привело примерно 650 млн лет тому назад к образованию суперконтинента Паннотия (именно этим временем датируется возникновение Трансантарктических гор). С распадом последнего в конце эдиакария (примерно 560 млн лет тому назад) Восточная Антарктика стала частью континента Гондвана.
Образование Гондваны закрепило объединение с основным массивом Восточной Антарктики ряда ранее не связанных с Восточно-Антарктическим кратоном террейнов, лежащих вдоль её границы с будущими Африкой, Индией и Австралией. В карбоне Восточная Антарктика вместе с соседними частями Гондваны переживает покровное оледенение, которое стало отступать с началом перми. В пермский период в ряде районов Восточной Антарктики происходит накопление угленосных отложений. В это время, на рубеже карбона и перми, Гондвана объединяется с континентом Лавруссия (Еврамерика) в суперконтинент Пангея; однако в средней юре Пангея распадается на Лавразию и Гондвану, а в начале мела начинается и распад Гондваны, завершившийся в раннем палеогене расхождением Австралии и Антарктиды. В миоцене начинается новое покровное оледенение Антарктиды, которое в позднем плиоцене даже превосходило его современные размеры; по мере развития оледенения Западная Антарктида, до этого представлявшая собой группу разрозненных островов-террейнов, объединяется с Восточной Антарктидой в единый массив.
В настоящее время практически вся территория Восточной Антарктиды, за исключением нескольких участков побережья и антарктических оазисов покрыта льдом круглый год. На свободных ото льда участках преобладает тундровая растительность в виде различных видов мхов и лишайников. Полностью сухопутные млекопитающие отсутствуют. Из наземных животных обитают тюлени Уэдделла, тюлени-крабоеды, морские леопарды, морские слоны и птицы (несколько видов буревестниковых (антарктический, снежный), два вида поморников, полярная крачка, пингвины Адели и императорские пингвины).